# Alvydas Pumputis
Alvydas Pumputis (* 3. Juli 1950 im Rayon Molėtai) ist ein litauischer Verfassungsrechtler, Professor, bis 2015 Rektor der Mykolas-Romer-Universität.

## Leben
1974 absolvierte Alvydas Pumputis das Diplomstudium der Rechtswissenschaft an der Rechtsfakultät der Universität Vilnius und promovierte 1979 zum Doktor. Seit 1984 arbeitete er als Dozent, seit 1993 als Professor der Polizeiakademie Litauens. 
Von 1990 bis 1991 war Alvydas Pumputis Direktor der Polizeiakademie von Litauen, ab 1991 Rektor der Polizeiakademie Litauens, ab 1997  Rektor der Rechtsuniversität von Litauen und bis 2015 Rektor der Mykolas-Romer-Universität.